# Hamburg Rathaus
A Prefeitura de Hamburgo (em alemão:  Hamburger Rathaus, pronunciado [ˌhambʊɐ̯ɡɐ ˈʁaːthaʊs]) é a sede do governo da Cidade Livre e Hanseática de Hamburgo, na Alemanha. É a sede do poder executivo e legislativo de Hamburgo e, portanto, é a sede de um dos 16 parlamentos estaduais da Alemanha. A Rathaus está localizada no bairro Cidade Velha, no centro da cidade, na praça Rathausmarkt e próximo ao lago Binnenalster e da estação ferroviária central.
Construída em 1886 e inaugurada em 1897, a prefeitura ainda abriga suas funções governamentais originais, como a de escritório do Primeiro-Prefeito de Hamburgo, e o plenário do Parlamento e do Senado de Hamburgo. 